# Archiearis nigrobasalis
Archiearis nigrobasalis är en fjärilsart som beskrevs av Arnold Spuler 1908. Archiearis nigrobasalis ingår i släktet Archiearis och familjen mätare. Inga underarter finns listade i Catalogue of Life.